# Oussinsk
Oussinsk (en russe : Усинск) est une ville de la république des Komis, en Russie. Sa population s'élevait à 46 096 habitants en 2013.

## Géographie
Oussinsk est située sur la rive nord de la rivière Oussa, à environ 30 km de sa confluence avec la Petchora, à 96 km au nord de la ville de Petchora, à 584 km au nord-est de Syktyvkar, capitale de la république et à 1 557 km au nord-est de Moscou.

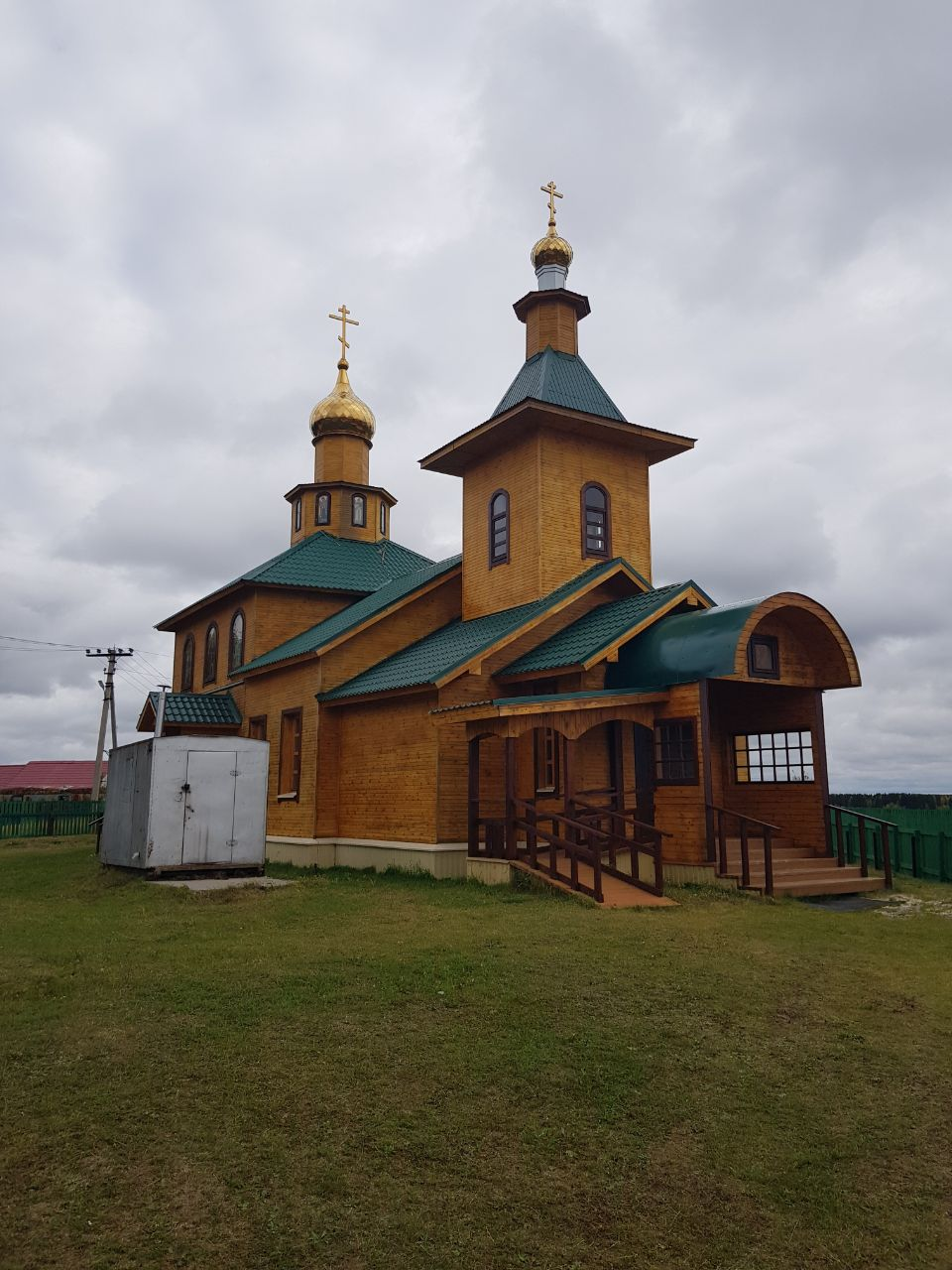
Église Saint-Nicolas le Merveilleux - le premier temple orthodoxe Samoyède dans la toundra.

## Histoire
Oussinsk est fondée en 1966 à la suite de la découverte d'importants gisements de pétrole au nord de la république des Komis. Elle obtient le statut de ville en 1984.
La ville est le centre de production de pétrole et de gaz de la république des Komis. Soixante-quinze pour cent du pétrole extrait dans la république proviennent des champs pétroliers situés dans la région d'Oussinsk. En 1980, la ville est reliée au chemin de fer de Petchora par une voie ferrée de 108 km.

## Population
Recensements (*) ou estimations de la population
| 1970* | 1979*  | 1989*  | 2002*  |
| ----- | ------ | ------ | ------ |
| 700   | 19 513 | 47 219 | 45 358 |

| 2006   | 2010*  | 2012   | 2013   |
| ------ | ------ | ------ | ------ |
| 44 800 | 40 827 | 40 518 | 40 021 |

| 2017   | 2021   | - | - |
| ------ | ------ | - | - |
| 38 800 | 32 182 | - | - |

## Économie
L'industrie du raïon d'Oussinsk représente plus de 70% de l'ensemble de la production industrielle de la République des Komis. 
Environ 27 000 personnes travaillent dans 792 entreprises et organisations de diverses formes. 
La principale industrie de la ville est la production de pétrole et de gaz.

## Jumelages
| Ville | Ville      | Pays | Pays   |
| ----- | ---------- | ---- | ------ |
|       | Narian-Mar |      | Russie |